# Schaueria
- Commons
- Wikispecies

Schaueria Hassk., segundo o Sistema APG II, é um gênero botânico da família Acanthaceae

## Espécies
As principais espécies são:
Schaueria azaleaeflora Schaueria azaleiflora Schaueria caduciflora
Schaueria calicotricha Schaueria calycobractea Schaueria calycotricha
Schaueria capitata Schaueria decipiens Schaueria flavicoma
Schaueria gonyostachya Schaueria graveolens Schaueria hirsuta
Schaueria humuliflora Schaueria lachnostachya Schaueria linearifolia
Schaueria linifolia Schaueria lophura Schaueria macrophylla
Schaueria malifolia Schaueria marginata Schaueria maximiliani
Schaueria paniculata Schaueria parviflora Schaueria parvifolia
Schaueria populifolia Schaueria schottii Schaueria sulphurea
Schaueria virginea